# 日本パーキング
日本パーキング株式会社（にほんぱーきんぐ）は、東京都千代田区に本社を置く、東京建物の完全子会社。NPC24Hのブランドでコインパーキングの運営を行っている。

## 沿革
- 1989年 - 日本パーキングカード株式会社として創業（伊藤忠商事100％出資）
- 1992年 - 時間貸し駐車場経営を開始
- 1999年 - 日本パーキング株式会社に商号変更
- 2000年 - 伊藤忠商事株式会社の子会社からマネジメント・バイアウト（MBO）により独立
- 2005年 - ジャスダック証券取引所に株式上場
- 2007年 - 拠点数500ヶ所突破
- 2011年 - 東京建物株式会社のTOBにより同社の子会社となる[1]。同時に上場廃止[2]

## 営業エリア
2020年6月現在、島根県、山口県、香川県以外の四国全県、佐賀県、宮崎県、鹿児島県には運営している駐車場がない。